# 84951 Kenwilson
84951 Kenwilson è un asteroide della fascia principale. Scoperto nel 2003, presenta un'orbita caratterizzata da un semiasse maggiore pari a 2,6301200 UA e da un'eccentricità di 0,0583836, inclinata di 15,63401° rispetto all'eclittica.